# محطة وادي الكبريت
محطة وادي الكبريت هي محطة قطار جزائرية تقع في بلدية وادي الكبريت، ولاية سوق أهراس.

## الموقع السكك الحديدية
تقع المحطة شمال غرب مدينة وادي الكبريت على الخط الممتد من عنابة إلى جبل العنق. تسبقها محطة وادي الداموس وتتبعها محطة العوينات. وتشكل المحطة أيضًا نقطة انطلاق الخط من وادي الكبريت إلى الونزة [الفرنسية]
 حيث تسبق محطة عين الشانية.

## التاريخ
في 2025، أطلقت الوكالة الوطنية للدراسات ومتابعة إنجاز الاستثمارات في السكك الحديدية برنامجا لإعادة تأهيل وعصرنة المحطة.

## خدمة الركاب

### الخدمة
تخدم محطة وادي الكبريت القطارات الجهوية على خط عنابة - تبسة.
وهي أيضًا محطة شحن، مما يسمح بمرور القطارات من منجم الونزة للحديد.

## روابط خارجية
- الموقع الرسمي للشركة الوطنية للنقل بالسكك الحديدية